# Balian von Arsuf
Balian von Ibelin (* 1239; † 29. September 1277) war Herr von Arsuf, Konstabler von Jerusalem, Bailli von Jerusalem und Angehöriger der Adelsfamilie Ibelin. 
Er war der Sohn von Johann von Ibelin, Herr von Arsuf, und der Alice von Haifa.
Im Frühjahr 1254 erhielt er von König Ludwig IX. von Frankreich in Akkon die Schwertleite. Im selben Jahr heiratete er Plaisance von Antiochia, die Ehe wurde 1258 annulliert.
1258 erbte Balian von seinem Vater die Herrschaft Arsuf. 1260 oder 1261 verkaufte er die Herrschaft an den Johanniterorden und zog nach Tripolis. 1265 wurde Arsuf von den Mamluken erobert.
1261 heiratete er in zweiter Ehe Lucia von Chenechy, die Tochter des Johann von Chenechy und der Stephanie de Brie.
Von 1268 bis zu seinem Tod war er, wie einst sein Vater, Konstabler von Jerusalem. König Hugo von Jerusalem und Zypern ernannte ihn im Oktober 1276 zum Bailli von Jerusalem. Balian war damit faktisch Regent des Königreiches Jerusalem. Dieses Amt wurde ihm 1277 von Karl von Anjou streitig gemacht, der sich zum König von Jerusalem ernannte und Roger von San Severino als seinen Bailli nach Akkon entsandte. Balian weigerte sich zunächst, Roger die Zitadelle der Stadt betreten zu lassen. Als Roger von Karl, Maria von Antiochia und Papst Johannes XXI. unterzeichnete Legitimationen vorlegte und der Johanniterorden sowie Johann von Versailles, Patriarch von Jerusalem eine Intervention ablehnten, gab er seinen Widerstand gegen Roger auf und überließ ihm kampflos Zitadelle und Stadt. Karl wurde zum König ausgerufen.
Balian starb im September 1277. Seine Witwe Lucia heiratete kurz nach seinem Tod Eudes Poilechien, den Befehlshaber der Truppen Karls von Anjou in Palästina.

## Nachkommen
Mit Lucia von Chenechy hatte er einen Sohn und drei Töchter:
- Emmeline von Ibelin, ⚭ in Apulien
- Johann von Ibelin († 1309), ⚭ Isabella von Ibelin, Tochter des Balian von Ibelin (* 1240, † 1302) und der Alix von Lampron
- Johanna von Ibelin, ⚭ Balduin von Le Morf, Herr von Stambole
- Nicole von Ibelin († 1300), ⚭ Theobald von Bethsan